# Sindarin
Sindarin é uma das línguas criadas por J. R. R. Tolkien para suas histórias de fantasia ambientadas em Arda, principalmente na Terra Média. Trata-se de uma das muitas línguas faladas pelos elfos.
A palavra Sindarin vem do quenya e significa "élfico-cinzento", pois era a língua dos Elfos Cinzentos de Beleriand. Estes pertenciam ao Terceiro Clã, que permaneceu em Beleriand após a Grande Jornada. Sua língua se diferenciou daquela de seus parentes que cruzaram o mar. O sindarin deriva de uma língua anterior chamada  Telerin Comum, que evoluiu do Eldarin Comum, a língua dos Eldar antes de suas divisões, ou seja, dos elfos que seguiram o Vala Oromë na Grande Marcha para Valinor. Antes disso, os Eldar falavam a língua original de todos os elfos, o Quendiano Primitivo.
Na Terceira Era (cenário de O Senhor dos Anéis), o sindarin era a língua mais comumente falada pelos elfos na parte ocidental da Terra Média. É frequentemente referido como a "língua élfica" ou "língua dos elfos" em O Senhor dos Anéis. Quando os Noldor, falantes de quenya, retornaram à Terra Média, adotaram o sindarin. Embora quenya e sindarin sejam línguas relacionadas, com muitas palavras cognatas, diferem significativamente em gramática e estrutura. O sindarin é considerado mais mutável que o quenya, e, durante a Primeira Era, havia diversos dialetos regionais. A variante falada em Doriath (lar de  Thingol, rei dos Sindar), conhecida como Doriathrin, era considerada por muitos Elfos Cinzentos a forma mais elevada e nobre da língua.
Na Segunda Era, muitos homens de Númenor falavam sindarin fluentemente. Seus descendentes, os Dúnedain de Gondor e Arnor, continuaram a usar o sindarin na Terceira Era. Inicialmente, o sindarin era escrito com o alfabeto rúnico Cirth [en], criado pelos elfos. Posteriormente, passou a ser comumente escrito em tengwar (termo em quenya para "letras"), um sistema de escrita inventado pelo elfo Fëanor. Tolkien baseou a fonologia e parte da gramática do sindarin no galês literário [en], e o sindarin apresenta mutações consonantais características das línguas celtas.
Os anões raramente ensinavam sua língua, o Khuzdul, a outros, então aprendiam quenya e sindarin para se comunicar com os elfos, especialmente os Noldor e Sindar. Na Terceira Era, no entanto, os anões se distanciaram dos elfos e não aprendiam mais suas línguas rotineiramente, preferindo o  Westron.

## Duas linhas do tempo
Para as línguas construídas de Tolkien, é necessário distinguir duas linhas do tempo de desenvolvimento:
- Uma externa, na qual o gosto linguístico e as concepções de Tolkien evoluíram.[3]
- Uma interna, composta pela sequência de eventos dentro da história fictícia do mundo secundário de Tolkien.[3]

## Linha do tempo externa

### Goldogrin e outras línguas iniciais
Tolkien interessava-se por línguas desde jovem e desenvolveu várias línguas construídas ainda na adolescência. Como jovem adulto, criou uma família completa de línguas construídas faladas por elfos e um mundo secundário onde elas poderiam evoluir.
Por volta de 1915, Tolkien criou uma língua inspirada nas línguas celtas, particularmente no galês literário. Ele a chamou de Goldogrin ou "gnômico" em inglês, escrevendo um dicionário substancial e uma gramática. Esse é o primeiro estágio conceitual do sindarin. Ao mesmo tempo, Tolkien concebeu uma História dos Elfos, registrada no O Livro dos Contos Perdidos [en]. O gnômico era falado pelos Gnomos ou Noldoli, o Segundo Clã de elfos, enquanto o Elfin era a outra língua falada pela maioria dos elfos da Ilha Solitária.
O início da "Lista de Nomes da A Queda de Gondolin [en]", um dos Contos Perdidos, exemplifica ambas as línguas (gnômico e elfin):
| “ | Aqui é narrado por Eriol, sob a orientação do filho de Bronweg, Elfrith ou "Coraçãozinho" (assim chamado pela juventude e maravilha de seu coração), os nomes e palavras usados nestes contos, provenientes da língua dos elfos de Kor, como falada na Ilha Solitária, ou da língua relacionada dos Noldoli, seus parentes, que foram resgatados de Melko. Aqui estão, primeiramente, aqueles que aparecem no Conto de Tuor e os Exilados de Gondolin, começando pelos da língua gnômica (lam Goldrin). Ainon eram grandes seres que habitavam com Ilúvatar, como os elfos o chamam (mas os Gnomos o chamam Ilador ou Ilathon), antes que o mundo existisse, e alguns deles passaram a habitar o mundo, sendo chamados de Deuses ou Ainur, como dizem os elfos. | ” |

### Noldorin
Alguns anos depois, por volta de 1925, Tolkien revisou a gramática e o léxico da língua dos Gnomos, abandonando os termos Goldogrin e lam Goldrin em favor de Noldorin (um termo em quenya já usado esporadicamente). Esse é o segundo estágio conceitual do sindarin. Tolkien elaborou então uma gramática do novo noldorin, chamada Lam na Ngoluith. No início dos anos 1930, escreveu uma nova gramática do Noldorin. Esse é o "noldorin conceitual tardio". Paralelamente, Tolkien desenvolvia as línguas ilkorin dos elfos do Terceiro Clã que permaneceram em Beleriand (mais tarde chamados de Sindar em quenya). O Noldorin (de estilo galês) foi concebido como tendo evoluído do Noldorin Antigo falado em Valinor para diversos dialetos (não semelhantes ao galês), chamados posteriormente de Lemberin, falados em Beleriand. Os elfos Noldorin desejavam uma língua distinta dos elfos do Primeiro Clã, que viviam com eles e falavam quenya, e assim desenvolveram o Noldorin Antigo a partir do que Tolkien chamou de Koreldarin: "a língua daqueles que deixaram a Terra Média e chegaram a Kór, a colina dos elfos em Valinor."

### De Noldorin e Galês
Tolkien criou o sindarin por volta de 1944, combinando grande parte do noldorin com o "Ilkorin Doriathrin" e adicionando novos elementos. Sobre isso, ele escreveu uma nota em suas "Tabelas Comparativas": "Doriath[rin], etc. = Noldorin ((?) como costumava ser)". As línguas ilkorin de 1930–50 faladas em Beleriand, como o doriathrin e outros dialetos, não eram tão baseadas no galês quanto o noldorin, e Tolkien quis que sua nova "língua de Beleriand" tivesse um estilo galês. Em suas palavras: "As mudanças aplicadas ao sindarin [a partir do Eldarin Comum] assemelham-se muito (e deliberadamente) àquelas que produziram o galês moderno e medieval a partir do celta antigo, de modo que o sindarin tem um estilo marcadamente galês, e as relações entre ele e o quenya assemelham-se às entre o galês e o latim."
Tolkien não forneceu uma descrição detalhada da língua em obras publicadas como O Senhor dos Anéis, mas afirmou que:
| “ | Um relato preciso, com desenhos e outros auxílios, sobre as práticas de forja dos anães, cerâmica dos Hobbit, medicina e filosofia númenorianas, entre outros, interferiria na narrativa [de O Senhor dos Anéis] ou inflaria os Apêndices. O mesmo ocorreria com gramáticas completas e coleções lexicais das línguas. Qualquer tentativa de uma 'completude' falsa reduziria a obra a um 'modelo', uma espécie de casa de bonecas imaginária da pseudohistória. Muito trabalho oculto e não exibido é necessário para dar à nomenclatura uma sensação de verossimilhança. Mas esta história [O Senhor dos Anéis] não é o lugar para fonologia técnica e história gramatical. Espero deixar essas coisas firmemente esboçadas e registradas." [ênfase adicionada] | ” |

Tolkien escreveu diversos textos em sindarin. Ele se esforçou para dar às línguas élficas a sensação e o sabor de línguas naturais, infundindo nelas uma espécie de vida, enquanto as ajustava a um gosto estético muito pessoal. Seu objetivo era construir línguas principalmente para satisfazer seu impulso pessoal, e não por um projeto universal.

## Linha do tempo interna

Línguas élficas mapeadas segundo clãs e migrações na Cisão dos Elfos. O sindarin foi inicialmente falado em Beleriand, no extremo noroeste da Terra Média. Após a quase total destruição de Beleriand, o sindarin continuou sendo falado na Terra Média durante a Terceira Era.

Nas palavras de Tolkien:
| “ | O sindarin (élfico-cinzento) é, propriamente, o nome das línguas dos habitantes élficos de Beleriand, a terra quase submersa a oeste das Montanhas Azuis. O quenya era a língua dos Altos-Elfos exilados que retornaram à Terra-média. Os Exilados, sendo relativamente poucos, eventualmente adotaram uma forma de sindarin: um dialeto do sul (sendo a variante mais pura e arcaica usada em Doriath, governada por Thingol). Eles usavam esse dialeto na fala diária e até adaptaram seus nomes pessoais a essa forma. Contudo, o sindarin dos Altos-Elfos foi (naturalmente) um pouco influenciado pelo quenya, incorporando alguns elementos desta língua. O termo sindarin também é aplicado, de maneira mais ampla, às línguas relacionadas dos elfos de mesma origem que os Elfos Cinzentos de Beleriand, que viviam em Eriador e mais a leste. | ” |

### Dialetos

Dialetos do sindarin em Beleriand na Primeira Era, antes do retorno dos Noldor. O doriathrin era falado em Doriath, a área florestal central. O falathrin era o dialeto das Falas, a região costeira a oeste. O dialeto noroeste era falado em Hithlum, Mithrim e Dor-lómin, ao norte das montanhas Ered Wethrin (canto superior esquerdo). O dialeto nordeste era falado em Ard-galen (antes de sua destruição) e nas terras altas de Dorthonion (Taur-nu-Fuin) (centro superior).

A divergência do sindarin (sindarin antigo) começou dividindo-se em um grupo do norte, ou Mithrimin, e um grupo do sul. O grupo do sul abrangia um território muito maior e incluía o Doriathrin ou "sindarin central".
| “ | Círdan era um elfo Teleri, um dos mais proeminentes daqueles que não foram transportados para Valinor, mas se tornaram conhecidos como os Sindar, os Elfos Cinzentos. Ele era parente de Olwë, um dos dois reis dos Teleri, e senhor daqueles que partiram pelo Grande Mar. Também era parente de Elwë, irmão mais velho de Olwë, reconhecido como alto-rei de todos os Teleri em Beleriand, mesmo após se retirar para o reino protegido de Doriath. Contudo, Círdan e seu povo permaneceram, em muitos aspectos, distintos dos demais Sindar. Eles mantiveram o antigo nome Teleri (na forma sindarin posterior Telir ou Telerrim) e continuaram sendo, em muitos aspectos, um povo à parte, falando, mesmo em tempos posteriores, uma língua mais arcaica. | ” |

Assim, durante a Primeira Era, antes do retorno dos Noldor, havia quatro dialetos do sindarin:
|                                 |                                 |                                 |                                 |                                 |                                 |              |              |                                                        |                                                        |                                                        |                                                        | Sindarin                                               |                                                        |  |  |                                                          |                                                          |                                                          |                                                          |                                                          |                                                          |                |                |                |                | | | | | | |  |  |  |  |  |  |  |  |
|                                 |                                 |                                 |                                 |                                 |                                 |              |              |                                                        |                                                        |                                                        |                                                        |                                                        |                                                        |  |  |                                                          |                                                          |                                                          |                                                          |                                                          |                                                          |                |                |                |                | | | | | | |  |  |  |  |  |  |  |  |
|                                 |                                 |                                 |                                 |                                 |                                 |              |              |                                                        |                                                        |                                                        |                                                        |                                                        |                                                        |  |  |                                                          |                                                          |                                                          |                                                          |                                                          |                                                          |                |                |                |                | | | | | | |  |  |  |  |  |  |  |  |
|                                 |                                 |                                 |                                 | Grupo do sul                    | Grupo do sul                    | Grupo do sul | Grupo do sul | Grupo do sul                                           | Grupo do sul                                           |                                                        |                                                        |                                                        |                                                        |  |  |                                                          |                                                          |                                                          |                                                          | Grupo do norte                                           | Grupo do norte                                           | Grupo do norte | Grupo do norte | Grupo do norte | Grupo do norte | | | | | | |  |  |  |  |  |  |  |  |
|                                 |                                 |                                 |                                 | Grupo do sul                    | Grupo do sul                    | Grupo do sul | Grupo do sul | Grupo do sul                                           | Grupo do sul                                           |                                                        |                                                        |                                                        |                                                        |  |  |                                                          |                                                          |                                                          |                                                          | Grupo do norte                                           | Grupo do norte                                           | Grupo do norte | Grupo do norte | Grupo do norte | Grupo do norte | | | | | | |  |  |  |  |  |  |  |  |
|                                 |                                 |                                 |                                 |                                 |                                 |              |              |                                                        |                                                        |                                                        |                                                        |                                                        |                                                        |  |  |                                                          |                                                          |                                                          |                                                          |                                                          |                                                          |                |                |                |                | | | | | | |  |  |  |  |  |  |  |  |
| Doriathrin, a língua de Doriath | Doriathrin, a língua de Doriath | Doriathrin, a língua de Doriath | Doriathrin, a língua de Doriath | Doriathrin, a língua de Doriath | Doriathrin, a língua de Doriath |              |              | Falathrin, ou "sindarin ocidental", a língua das Falas | Falathrin, ou "sindarin ocidental", a língua das Falas | Falathrin, ou "sindarin ocidental", a língua das Falas | Falathrin, ou "sindarin ocidental", a língua das Falas | Falathrin, ou "sindarin ocidental", a língua das Falas | Falathrin, ou "sindarin ocidental", a língua das Falas |  |  | Dialeto noroeste, falado em Hithlum, Mithrim e Dor-lómin | Dialeto noroeste, falado em Hithlum, Mithrim e Dor-lómin | Dialeto noroeste, falado em Hithlum, Mithrim e Dor-lómin | Dialeto noroeste, falado em Hithlum, Mithrim e Dor-lómin | Dialeto noroeste, falado em Hithlum, Mithrim e Dor-lómin | Dialeto noroeste, falado em Hithlum, Mithrim e Dor-lómin |                |                |                |                | Dialeto nordeste, falado em Ard-galen (antes de sua destruição) e nas terras altas de Dorthonion (Taur-nu-Fuin) | Dialeto nordeste, falado em Ard-galen (antes de sua destruição) e nas terras altas de Dorthonion (Taur-nu-Fuin) | Dialeto nordeste, falado em Ard-galen (antes de sua destruição) e nas terras altas de Dorthonion (Taur-nu-Fuin) | Dialeto nordeste, falado em Ard-galen (antes de sua destruição) e nas terras altas de Dorthonion (Taur-nu-Fuin) | Dialeto nordeste, falado em Ard-galen (antes de sua destruição) e nas terras altas de Dorthonion (Taur-nu-Fuin) | Dialeto nordeste, falado em Ard-galen (antes de sua destruição) e nas terras altas de Dorthonion (Taur-nu-Fuin) |  |  |  |  |  |  |  |  |

#### Doriathrin
O doriathrin preservava muitas características arcaicas. Diferentemente dos outros dialetos, permaneceu livre de influências do quenya. O "sotaque" de Doriath também era bastante reconhecível, tanto que, após  Túrin deixar Doriath, ele manteve o sotaque doriathrin até sua morte, o que imediatamente revelava sua origem aos falantes de outros dialetos do sindarin. O "beleriândico" pós-guerra, como língua franca e língua dos Noldor, foi fortemente influenciado pelo doriathrin. Tolkien detalhou muito sobre a morfologia do doriathrin e suas diferenças em relação aos outros dialetos do sindarin em seus escritos linguísticos:
| “ | O doriathrin preservava, no uso comum, o dual de substantivos, pronomes e inflexões verbais pessoais, bem como uma clara distinção entre plurais "gerais" ou "coletivos" (como elenath) e plurais "particulares" (como elin). [...] Contudo, apresentava, em alguns pontos importantes da fonologia, mudanças não universais no sindarin. A mais notável foi a espirantização de m > nasal ṽ, cuja nasalidade, no entanto, nunca foi perdida no doriathrin propriamente dito até a dissolução do "Reino Oculto". [...] As mudanças de mp, nt, ñk também ocorreram mais cedo e de forma mais extensa que nos outros dialetos. | ” |

#### Falathrin
A língua dos seguidores do elfo Círdan, chamada Falathrin (Falassiano em inglês), é o outro dialeto do grupo sindarin do sul. Permaneceu próxima à língua de Doriath devido ao intenso comércio entre os dois grupos até a época das Guerras de Beleriand.

#### Sindarin do Norte
O sindarin do norte era falado pelos Mithrim, o grupo mais setentrional dos Elfos Cinzentos. Diferenciava-se do sindarin central de Beleriand em muitos aspectos. Originalmente falado em Dorthonion e Hithlum, continha muitas palavras únicas e não era totalmente inteligível para os outros elfos. O dialeto do norte era, em muitos aspectos, mais conservador e posteriormente se dividiu em um dialeto noroeste (Hithlum, Mithrim, Dor-lómin) e um dialeto nordeste (terras altas de Dorthonion e as amplas planícies de Ard-galen ao norte das terras altas). Essa língua foi inicialmente adotada pelos Noldor exilados após seu retorno à Terra Média em Losgar. Mais tarde, o sindarin noldorin mudou, em grande parte devido à adoção de características do quenya e parcialmente pelo gosto dos Noldor por alterações linguísticas. A herança de  Beren era clara para Thingol de Doriath, pois ele falava o sindarin do norte de sua terra natal.
| “ | As principais características (do sindarin do norte) eram a preservação de p, t, k após nasais e l. O m intervocálico permanecia. Não havia fusão de u e o, nem de i/e. Não havia mutação de i para a. O s inicial não sofria lenição. O h era preservado medialmente. tt, pp, kk > t, p, k medialmente. | ” |

#### Sindarin Noldorin
Com exceção do doriathrin, o sindarin adotou algumas características do quenya após o retorno dos Noldor, além de mudanças sonoras únicas introduzidas por eles (que apreciavam alterar línguas):
| “ | Foram os Noldor que, de fato, estabilizaram e aprimoraram o 'sindarin comum' dos dias das Guerras, baseado no sindarin ocidental. O antigo dialeto do norte praticamente desapareceu, exceto em nomes de lugares como Dorlomin, Hithlum, etc., e exceto em alguns clãs escondidos do grupo do norte e na medida em que foi adotado pelos Feanorianos, que se mudaram para o leste. Assim, nos dias das Guerras, o sindarin era dividido em 'sindarin ocidental' (incluindo todos os Noldor de Finrod e Fingon), 'sindarin oriental' (do dialeto do norte), preservado apenas pela casa de Fëanor, e 'central' ou Doriath. | ” |

Na cidade oculta de Gondolin, uma terra isolada, desenvolveu-se um dialeto peculiar: "Diferenciava-se do padrão (de Doriath) (a) por ter elementos ocidentais e alguns do norte, e (b) por incorporar várias palavras noldorin-quenya em formas mais ou menos sindarizadas. Assim, a cidade era geralmente chamada Gondolin (do quenya Ondolin(dë)), com uma simples substituição de g-, e não Goenlin ou Goenglin [como seria no sindarin padrão].

#### Na Segunda e Terceira Era
O sindarin "beleriândico", como língua franca de todos os elfos e muitos homens, e como língua dos Noldor no exílio, era baseado no sindarin ocidental, mas fortemente influenciado pelo doriathrin. Durante a Segunda Era, o sindarin foi uma língua franca para todos os elfos e seus aliados (usada, por exemplo, para inscrever o Portão Oeste de Moria), até ser substituída, para os homens, pelo  Westron, que surgiu na Terceira Era como uma língua fortemente influenciada pelo sindarin. Em Gondor, no final da Terceira Era, o sindarin ainda era falado diariamente por alguns homens nobres na cidade de Minas Tirith. Aragorn, criado na segurança da fortaleza élfica de Valfenda, falava-o fluentemente.

## Fonologia
O sindarin foi projetado com uma fonologia semelhante à do galês.
O acento tônico segue o padrão do latim: na penúltima sílaba, se for pesada (sílaba fechada, vogal longa ou ditongo), ou na antepenúltima, se a penúltima for leve.

### Consoantes
|             | Labial | Dental | Alveolar | Alveolar | Palatal | Velar | Uvular | Glotal |
| central     | Labial | Dental | lateral  |          | Palatal | Velar | Uvular | Glotal |
| ----------- | ------ | ------ | -------- | -------- | ------- | ----- | ------ | ------ |
| Nasal       | m      |        | n        |          |         | ŋ     |        |        |
| Oclusiva    | p b    |        | t d      |          |         | k ɡ   |        |        |
| Fricativa   | f v    | θ ð    | s        | ɬ        |         |       | χ      | h      |
| Vibrante    |        |        | r̥ r      |          |         |       |        |        |
| Aproximante |        |        |          | l        | j       | ʍ w   |        |        |

1. ↑  escrito ⟨ng⟩
2. ↑  escrito ⟨c⟩
3. ↑  escrito ⟨th⟩
4. ↑  escrito ⟨dh⟩
5. ↑  escrito ⟨lh⟩ e ⟨ll⟩ dependendo da etimologia.[8]
6. ↑  escrito ⟨ch⟩
7. ↑  escrito ⟨rh⟩
8. ↑  escrito ⟨hw⟩

O fonema /f/ é sonorizado para [v] quando final ou antes de /n/, mas continua escrito como ⟨f⟩. O som [f] é escrito ⟨ph⟩ quando final (alph, "cisne") ou quando usado para representar uma /p/ lenida (i-pheriannath, "os meio-homens"), que se torna [f]. No sindarin antigo, assim como no Britônico comum e no Irlandês antigo, havia uma m espirantizada ou v nasal (IPA: /ṽ/), transcrita como mh. Esta se fundiu com /v/ no sindarin posterior. Fonemicamente, o ⟨ch⟩ do sindarin alinha-se com as outras consoantes velares, como ⟨c⟩, ⟨g⟩, ⟨w⟩, etc., mas é foneticamente a fricativa uvular surda /χ/.

#### Convenções ortográficas
| Letra | IPA     | Notas |
| ----- | ------- | --- |
| i     | j, ɪ iː | Representa /j/ quando inicial antes de vogais, /ɪ/ (vogal curta) e /iː/ (vogal longa) em outros casos.                 |
| ng    | ŋ, ŋɡ   | Representa /ŋ/ quando final, /ŋɡ/ em outros casos.                                                                     |
| ph    | f       | Representa /f/ no final de palavras (devido ao ⟨f⟩ ser usado para /v/) e representa a mutação de /p/ inicial para /f/. |
| f     | f, v    | Representa /f/ em todos os casos, exceto no final, onde é sempre /v/.                                                  |

### Vogais

#### Monotongos
| Vogais             | Anterior | Posterior |
| ------------------ | -------- | --------- |
| Fechada            | iː yː    | uː        |
| Quase fechada [en] | ɪ ʏ      | ʊ         |
| Vogal semiaberta   | ɛ(ː)     | ɔ(ː)      |
| Aberta             | a(ː)     | a(ː)      |

Um acento agudo indica uma vogal longa (á, é, etc.). Em palavras monossílabas, usa-se um circunflexo (â, ê, etc.).
No sindarin antigo, havia uma vogal semelhante ao ö alemão (IPA: [œ]), que Tolkien geralmente transcrevia como œ. Embora destinada a ser distinta do ditongo oe, era frequentemente impressa como oe em publicações como O Silmarillion, por exemplo, Nírnaeth Arnoediad (leia-se: Nírnaeth Arnœdiad), Goelydh (leia-se: Gœlydh). Essa vogal passou a ser pronunciada como [ɛ] e, portanto, é transcrita como tal (por exemplo, Gelydh).

#### Ditongos
Os ditongos são ai (pronunciado como aisle [aɪ]), ei (day [ɛɪ]), ui (ruin [ʊɪ]) e au (cow [aʊ]). Se o último ditongo terminar uma palavra, é escrito como aw. Há também os ditongos ae e oe, sem equivalentes diretos em inglês, semelhantes a pronunciar a ou o na mesma sílaba que um e (como em pet); IPA [aɛ, ɔɛ]. Tolkien descreveu dialetos (como o doriathrin) e variações na pronúncia (como a de Gondor), e outras pronúncias de ae e oe certamente existiam.
| Ditongo | Ditongo | Ditongo |
| ------- | ------- | ------- |
| ʊj      | -       | -       |
| ɛj      | ɔɛ      | -       |
| aj      | aɛ      | aw      |

## Gramática

en, um poema em sindarin composto por Tolkien e escrito em tengwar, no modo de Beleriand.

Tolkien escreveu que deu ao sindarin "um caráter linguístico muito semelhante (embora não idêntico) ao galês britônico ... porque parece se adequar ao tipo 'celta' das lendas e histórias contadas sobre seus falantes".
Diferentemente do quenya, que é amplamente aglutinativo, o sindarin é principalmente uma língua fusiva com algumas tendências analíticas. Pode ser distinguido do quenya pela raridade de terminações vocálicas e pelo uso de oclusivas sonoras b, d, g, raras no quenya, onde aparecem apenas após nasais e líquidas. No sindarin antigo, os plurais eram formados pela adição de -ī, que desapareceu, mas afetou [en] as vogais anteriores (como no galês e no inglês antigo [en]): S. Adan, pl. Edain, S. Orch, pl. Yrch. O sindarin forma plurais de várias maneiras.

### Substantivos
Embora o sindarin não possua gênero gramatical, ele apresenta dois sistemas de número, semelhantes ao galês. Os substantivos no sistema singular/plural correspondem ao sistema de número singular/plural do português. Os plurais dos substantivos em sindarin são imprevisíveis e formados de diversas maneiras.
Alguns substantivos em sindarin (e noldorin) de uma sílaba formam o plural com uma terminação (geralmente -in), por exemplo, Drû, pl. Drúin, "homens selvagens, Woses, Homens-Púkel". Outros formam o plural por alteração vocálica, como golodh e gelydh, "mestre do saber, sábio" (termo obsoleto como nome tribal antes do retorno dos Noldor a Beleriand); Moredhel, pl. Moredhil, "Elfos Negros". Alguns combinam os dois processos, e poucos não mudam no plural: Belair, "Elfo(s) de Beleriand", é singular e plural.
O outro sistema de número foi chamado por Tolkien de "segundo plural" ou número coletivo. Os substantivos nesse sistema geralmente formam o plural com um sufixo (como no galês), por exemplo, -ath, como em elenath, "todas as estrelas (no céu)", mas nem sempre, como em Drúath. Outro sufixo do segundo plural é -rim, usado especialmente para indicar um grupo racial: Nogothrim, "a raça dos anões", do plural Nogoth (singular Nogon, "anão"). Há também o sufixo -lir, como em Nogothlir.
Os sufixos -rim, -hoth e -waith, palavras em sindarin que significam "multidão", "horda" e "povo", respectivamente, são adicionados a um substantivo singular para formar o segundo plural, por exemplo, Gaurhoth, "a horda dos lobisomens" e Gaurwaith, "povo lobisomem", de Gaur, "lobisomem".

#### Formas plurais
A maioria dos plurais em sindarin é formada por alteração vocálica e caracterizada pela mutação-i [en]. O termo noldorin para isso é prestanneth, "afeição das vogais". Em uma fase anterior da língua, os plurais eram marcados pelo sufixo -ī, que se assimilava às vogais do radical, tornando-as anteriores (e elevadas, se baixas); posteriormente, o -ī final foi perdido, deixando a alteração vocálica como único marcador do plural. (Esse processo é muito semelhante ao trema germânico que produziu as formas em inglês man/men, goose/geese, e ainda mais próximo dos plurais por afeição-i do galês, como gair/geiriau e car/ceir.) Os padrões de plural resultantes são:
- Em sílabas não finais:
  - a > e – galadh (árvore) > gelaidh (árvores)
  - e > e – bereth (rainha) > berith (rainhas)
  - o > e – nogoth (anã) > negyth (anãs) (originalmente tornou-se œ, que depois virou e)
  - u > y – tulus (álamo) > tylys (álamos)
- Em sílabas finais:
  - a com uma consoante seguinte > ai – aran (rei) > erain (reis)
  - a com grupo consonantal seguinte #1 > e – narn (saga) > nern (sagas)
  - a com grupo consonantal seguinte #2 > ai – cant (contorno, forma) > caint (contornos, formas) (nasal & oclusiva)
  - a com grupo consonantal seguinte #3 > ei – alph (cisne) > eilph (cisnes) (líquida & fricativa)
  - â > ai – tâl (pé) > tail (pés)
  - e > i – adaneth (mulher mortal) > edenith (mulheres mortais)
  - ê > î – hên (criança) > hîn (crianças)
  - o > y – brannon (senhor) > brennyn (senhores)
  - o > e – orod (montanha) > ered (montanhas) (em alguns casos)
  - ó > ý – bór (homem fiel) > býr (homens fiéis)
  - ô > ŷ – thôn (pinheiro) > thŷn (pinheiros)
  - u > y – urug (monstro) > yryg (monstros)
  - û > ui – hû (cão) > hui (cães)
  - au > oe – naug (anão) > noeg (anões) (cf. alemão au > äu)
  - aea > ei – aear (mar) > eir (mares) (presumivelmente alterado para air no final de palavras, como é comum em sindarin; "a" muda para "ei" antes de "ai")

Vogais não listadas não sofrem alterações, como /y/, que permanece como /y/, o que significa que algumas palavras podem ter a mesma forma no singular e no plural.

### Mutações consonantais iniciais
O sindarin apresenta uma série de mutações consonantais iniciais, que variam entre os dialetos, conforme descrito abaixo.

#### Mutações no noldorin
As mutações do "noldorin conceitual inicial" são definidas na gramática de Tolkien, Lam na Ngoluith, Early Noldorin Grammar.
A mutação é desencadeada de várias maneiras:
- A mutação suave é provocada por uma palavra intimamente conectada que termina em vogal; a consoante inicial assume a forma que teria em posição medial.[T 23]
- A mutação dura ocorre devido à geminação de uma consoante inicial original, causada por uma palavra anterior terminada em oclusiva.[T 23]
- A mutação nasal é causada por uma nasal precedente.[T 23]

A tabela a seguir mostra como diferentes consoantes são afetadas pelas três mutações.
| Radical | Suave  | Dura | Nasal |
| ------- | ------ | ---- | ----- |
| b       | v (bh) | b    | m     |
| d       | dh     | d    | n     |
| g       | ’      | g    | ng    |
| gw      | ’w     | gw   | ngw   |
| p       | b      | ph   | ph    |
| t       | d      | th   | th    |
| c       | g      | ch   | ch    |
| cw      | gw     | chw  | chw   |

O apóstrofo ’ indica elisão, e não é necessariamente escrito. As formas lenidas de p pronunciadas como f são escritas como ph, conforme mencionado.
Palavras noldorin iniciadas por b-, d-, ou g-, derivadas de mb-, nd-, ou ng- antigos, são afetadas de maneira diferente pelas mutações:
| Radical | Suave | Dura | Nasal |
| ------- | ----- | ---- | ----- |
| b       | m     | b    | m     |
| d       | n     | d    | n     |
| g       | ng    | g    | ng    |

Muitas das mutações do noldorin foram incorporadas ao sindarin anos depois. A palavra em sindarin gwath, "sombra", torna-se i 'wath, "a sombra".

#### Mutações na gramática de Salo
O livro A Gateway to Sindarin de David Salo [en] propõe um conjunto mais complexo de mutações, baseado em extrapolação do corpus do sindarin, como segue (células vazias indicam ausência de mudança):
| Radical  | Suave      | Nasal    | Oclusiva | Líquida?   | Mista    |
| -------- | ---------- | -------- | -------- | ---------- | -------- |
| t /t/    | d /d/      | th /θ/   | th /θ/   | th /θ/     | d /d/    |
| p /p/    | b /b/      | ph /f/   | ph /f/   | ph /f/     | b /b/    |
| c /k/    | g /g/      | ch /χ/   | ch /χ/   | ch /χ/     | g /g/    |
| d /d/    | dh /ð/     | n /n/    |          | dh /ð/     |          |
| b /b/    | v /v/      | m /m/    |          | v /v/      |          |
| g /g/    | (excluído) | ng /ŋ/   |          | (excluído) |          |
| m /m/    | v /v/      |          |          | v /v/      |          |
| (n)d /d/ | n /n/      | nd /nd/  | nd /nd/  | d /d/      | nd /nd/  |
| (m)b /b/ | m /m/      | mb /mb/  | mb /mb/  | b /b/      | mb /mb/  |
| (n)g /g/ | ng /ŋ/     | ng /ŋg/  | n-g /ŋg/ | g /g/      | ng /ŋg/  |
| lh /ɬ/   | l /l/      | l /l/    | l /l/    | l /l/      | l /l/    |
| rh /r̥/   | r /r/      | r /r/    | r /r/    | r /r/      | r /r/    |
| s /s/    | h /h/      |          |          |            | h /h/    |
| h /h/    | ch /χ/     | ch /χ/   | ch /χ/   | ch /χ/     | ch /χ/   |
| hw /ʍ/   | chw /χw/   | chw /χw/ | chw /χw/ | chw /χw/   | chw /χw/ |

A mutação nasal, no entanto, não afeta d e g quando encontrados nos grupos dr, gr, gl ou gw. Por admissão de Salo, a mutação líquida é especulativa e não está atestada nos escritos de Tolkien na época em que ele escreveu A Gateway to Sindarin.

### Pronomes
Uma fonte é usada para os pronomes em sindarin, e outra para os sufixos possessivos.
|           |                    | singular | dual       | plural     |
| --------- | ------------------ | -------- | ---------- | ---------- |
| 1ª pessoa | exclusivo          | -n       | -nc, -ngid | -nc        |
| 1ª pessoa | inclusivo          | -n       | -m, -mmid  | -m         |
| 2ª pessoa | imperioso/familiar | -g       | -ch        | -g, -gir   |
| 2ª pessoa | formal/polido      | -dh      | -dh, -dhid | -dh, -dhir |
| 3ª pessoa | 3ª pessoa          | nil      | -st        | -r         |

1. ↑  usado apenas por falantes de Doriath

|           |                    | singular | plural     |
| --------- | ------------------ | -------- | ---------- |
| 1ª pessoa | exclusivo          | -en      | -enc       |
| 1ª pessoa | inclusivo          | -en      | -em        |
| 2ª pessoa | imperioso/familiar | -eg      | -eg, -egir |
| 2ª pessoa | formal/polido      | -el      | -el, -elir |
| 3ª pessoa | 3ª pessoa          | -ed      | -ent       |

Essas são formas subjetivas usadas na conjugação. O sindarin também usava formas objetivas independentes, como dhe (2ª pessoa formal/polida singular).
Os pronomes em sindarin podiam se combinar com preposições, como nas Línguas celtas, por exemplo, no galês: inni, "para/nós", de i, "para", e ni, "nós". Exemplo em sindarin: annin, "para mim". Os sufixos pronominais de primeira pessoa singular podiam se combinar com substantivos: Lamm, "língua" > lammen, "minha língua".

### Verbos
Tolkien escreveu que as inflexões do quenya eram bastante regulares, mas que a "história verbal do sindarin é complicada". Sobre -ant, a terminação do passado na terceira pessoa singular do sindarin, ele escreveu: "é semelhante ao do galês medieval -as, ou do galês moderno [3ª pessoa singular] -odd." Assim, com teith-, "fazer marcas ou sinais, escrever, inscrever", teithant é o passado na terceira pessoa singular. Cf. galês chwaraeodd ef, "ele jogou" (< chwarae, "jogar" + -odd e ef, "ele"). No galês, -ant é a terminação do plural na terceira pessoa: chwaraeant hwy, "eles (vão) jogar".

#### Verbos básicos
Os verbos básicos formam o Infinitivo adicionando -i: giri, de gir-. Essa terminação faz com que um a ou o no radical sofra trema para e: blebi, de blab-. O infinitivo não é usado como substantivo; o gerúndio é usado em seu lugar.
Para todas as pessoas, exceto a terceira pessoa singular, o presente é formado pela inserção de -i e a terminação pronominal enclítica apropriada: girin, girim, girir. Como no infinitivo, o -i faz com que um a ou o no radical sofra umlaut para e: pedin, pedim, pedir, de pad-. A terceira pessoa singular, por não ter terminação, não requer a inserção de -i. Isso deixa o radical puro, que, devido à história fonológica do sindarin, faz com que a vogal do radical se torne longa: gîr, blâb, pâd.
O passado dos verbos básicos é muito complicado e pouco atestado. Um sistema reconstruído comum é o uso de -n: darn. No entanto, o -n só permanece após um radical terminado em -r. Após um radical terminado em -l, o -n torna-se -ll: toll. Após -b, -d, -g, -v ou -dh, ocorre metátese e depois assimilação ao mesmo ponto de articulação da consoante que agora precede. A consoante então sofre uma espécie de "mutação reversa": -b, -d e -g tornam-se -p, -t e -c, e -v e -dh tornam-se -m e -d. A questão se complica ainda mais com a adição de terminações pronominais. Como -mp, -mb, -nt, -nd e -nc não sobreviviam em posição medial, tornam-se -mm-, -mm-, -nn-, -nn- e -ng. Além disso, radicais no passado terminados em -m teriam -mm- antes de qualquer terminação pronominal. Estes exemplos mostram as transformações passo a passo:
- cab- > **cabn > **canb > **camb > camp, tornando-se camm- com qualquer terminação pronominal.
- ped- > **pedn > **pend > pent, tornando-se penn- com qualquer terminação pronominal.
- dag- > **dagn > **dang (n pronunciado como em men) > **dang (n pronunciado como em sing) > danc, tornando-se dang- com qualquer terminação pronominal.
- lav- > **lavn > **lanv > **lanm > **lamm > lam, tornando-se lamm- antes de qualquer terminação pronominal.
- redh- > **redhn > **rendh > **rend > rend, tornando-se renn- antes de qualquer terminação pronominal.

O futuro é formado pela adição de -tha. Um -i também é inserido entre o radical e -tha, o que faz com que a e o sofram umlaut para e. As terminações para todas as pessoas, exceto a primeira pessoa singular, podem ser adicionadas sem modificações adicionais: giritham, blebithar. A terminação da primeira pessoa singular -n faz com que o -a em -tha se torne -o: girithon, blebithon, pedithon.
O imperativo é formado com a adição de -o ao radical: giro!, pado!, blabo!.

## Vocabulário
Em 2008, cerca de 25.000 palavras élficas haviam sido publicadas.
| Significado   | Sindarin    | Pronúncia    | Equivalente em Quenya |
| ------------- | ----------- | ------------ | --------------------- |
| terra         | amar, ceven | ˈamar ˈkɛvɛn | ambar, cemen          |
| céu           | menel       | ˈmɛnɛl       | menel                 |
| água          | nen         | ˈnɛn         | nén                   |
| fogo          | naur        | ˈnaʊ̯r        | nár                   |
| homem (macho) | benn        | ˈbɛnː        | nér                   |
| mulher        | bess        | ˈbɛsː        | nís                   |
| comer         | mad-        | ˈmad         | mat-                  |
| beber         | sog-        | ˈsɔɡ         | suc-                  |
| grande        | beleg, daer | ˈbɛlɛɡ ˈdaɛ̯r | alta, halla           |
| raça, tribo   | noss        | ˈnɔsː        | nóre                  |
| noite         | dû          | ˈduː         | lóme                  |
| dia           | aur         | ˈaʊ̯r         | aure, ré              |

Os léxicos de gnômico, noldorin e sindarin carecem de vocabulário moderno (televisão, motor, etc.). Fãs de Tolkien [en] expandiram o sindarin para torná-lo utilizável em conversação.

### Numerais
Segundo Tolkien, os elfos preferiam a contagem duodecimal (base 12) ao sistema decimal dos Dúnedain (base 10: quenya maquanotië, *quaistanótië), embora ambos os sistemas pareçam ter coexistido. Os números de 1 a 12 são apresentados abaixo (formas reconstruídas são marcadas com um asterisco *), assim como alguns números maiores.
| Cardinais   | Cardinais                          | Ordinais          | Ordinais  |
| Sindarin    | Português                          | Sindarin          | Português |
| ----------- | ---------------------------------- | ----------------- | --------- |
| er, min     | um                                 | mein, main, minui | primeiro  |
| tad         | dois                               | taid, tadui       | segundo   |
| neledh      | três                               | neil, nail, nelui | terceiro  |
| canad       | quatro                             | canthui           | quarto    |
| leben       | cinco                              | levnui            | quinto    |
| eneg        | seis                               | enchui, enecthui  | sexto     |
| odo, odog   | sete                               | othui, odothui    | sétimo    |
| tolodh      | oito                               | tollui            | oitavo    |
| neder       | nove                               | nedrui            | nono      |
| pae ou caer | dez                                | paenui ou caenen  | décimo    |
| minib       | onze                               |                   |           |
| ýneg        | doze                               |                   |           |
| *nelphae    | trinta                             |                   |           |
| host        | cento e quarenta e quatro (grossa) |                   |           |
| *meneg      | mil                                |                   |           |

A forma *nelchaen (extraída de nelchaenen) aparece na Carta do Rei, mas, na época, as raízes para dez eram KAYAN e KAYAR, resultando em sindarin *caen, caer. Isso foi posteriormente alterado para KWAYA, KWAY-AM, resultando em sindarin pae, de modo que essa forma mais antiga deve ser atualizada. A palavra *meneg é extraída do nome Menegroth, "as Mil Cavernas", embora tecnicamente possa ser um "mil" em base 12 (ou seja, 123 ou 1.728).

## Estudos e fandom
Duas revistas — Vinyar Tengwar, a partir do número 39 (julho de 1998), e Parma Eldalamberon, a partir do número 11 (1995) — são exclusivamente dedicadas à edição e publicação da vasta quantidade de papéis linguísticos inéditos de Tolkien. Esses documentos são publicados em um ritmo lento, e os editores não divulgaram um catálogo abrangente desses materiais. O acesso aos documentos originais é extremamente limitado, pois Christopher Tolkien os excluiu dos 12 volumes de A História da Terra Média [en]. Muitas palavras novas em sindarin, noldorin e ilkorin foram publicadas, e as regras gramaticais dessas línguas foram reveladas.
Tentativas de fãs de Tolkien de escrever em sindarin começaram nos anos 1970, quando o corpus total de palavras élficas publicadas era de apenas algumas centenas. Desde então, o uso do élfico floresceu em poemas, textos, frases, nomes e tatuagens. No entanto, Tolkien nunca pretendeu tornar suas línguas completas o suficiente para conversação; como resultado, textos em élfico recém-inventados, como diálogos escritos pelo linguista David Salo para serem cantados na trilha sonora dos filmes de Peter Jackson O Senhor dos Anéis, exigem conjecturas e, às vezes, a criação de novas palavras.

### J. R. R. Tolkien
1. ↑  (Tolkien 1977), Quenta Silmarillion, cap. 10 "Dos Sindar"
2. ↑  I-Lam na-Ngoldathon: The Grammar and Lexicon of the Gnomish Tongue. Parma Eldalamberon 11.
3. ↑  Tolkien, J. R. R. "Name-list of the Fall of Gondolin", Parma Eldalamberon 15, p. 20.
4. ↑  Parma Eldalamberon 13.
5. ↑  Ainda não publicada em 2011.
6. ↑  Tolkien, J. R. R., Tengwesta Qenderinwa 1. Parma Eldalamberon 18, p. 24.
7. ↑  Tolkien, J. R. R. "Comparative Tables". Parma Eldalamberon 19, p. 23.
8. ↑  (Tolkien 2007), p. 135.
9. 1 2  (Tolkien 2007), p. 61, carta a um leitor.
10. ↑  (Carpenter 2023, #165 para Houghton Mifflin, 30 de junho de 1955)
11. ↑  (Tolkien 2007), p. 127.
12. 1 2 3 4  (Tolkien 2007), p. 133.
13. 1 2  (Tolkien 1996), cap. 13 "Últimos Escritos", "Círdan"
14. ↑  (Tolkien 2007), p. 132.
15. 1 2  (Tolkien 2007), p. 134.
16. 1 2  (Tolkien 2007), p. 133.
17. ↑  (Tolkien 2007), p. 29.
18. ↑  (Tolkien 1955), Apêndice A "Os Reis Númenorianos"
19. ↑  (Carpenter 2023, #230 para Rhona Beare, 8 de junho de 1961)
20. ↑  (Tolkien 1954a), livro 1, cap. 12 "Fuga para o Vau"
21. ↑  (Tolkien 2007), p. 135.
22. ↑  (Tolkien 2007), p. 26 e p. 45–46.
23. 1 2 3 4  Tolkien, J. R. R. «Lam na Ngoluith. Early Noldorin Grammar» [Lam na Ngoluith. Gramática Noldorin antiga]. Parma Eldalamberon. 13: 120
24. ↑  (Tolkien 2007), p. 41.
25. ↑  (Tolkien 2007), p. 132.
26. ↑  (Tolkien 2007), p. 46.
27. ↑  (Tolkien 2007), p. 26.
28. ↑  (Tolkien 2007), p. 38.
29. ↑  (Tolkien 2007), p. 147.
30. ↑  Tolkien, J. R. R. «Early Qenya Grammar» [Gramática do Qenya antigo]. Parma Eldalamberon. 14: 56
31. 1 2  (Tolkien 2007), p. 43.

- Carpenter, Humphrey, ed. (2023) [1981]. The Letters of J. R. R. Tolkien: Revised and Expanded Edition [As Cartas de J. R. R. Tolkien: Edição Revisada e Ampliada]. Nova Iorque: Harper Collins. ISBN 978-0-35-865298-4
- Tolkien, J. R. R. (1954a). The Lord of the Rings: The Fellowship of the Ring [O Senhor dos Anéis: A Sociedade do Anel]. Boston: Houghton Mifflin. OCLC 9552942
- Tolkien, J. R. R. (1955). The Lord of the Rings: The Return of the King [O Senhor dos Anéis: O Retorno do Rei]. Boston: Houghton Mifflin. OCLC 519647821
- Tolkien, J. R. R. (1977).  Tolkien, Christopher, ed. The Silmarillion [O Silmarillion]. Boston: Houghton Mifflin. ISBN 978-0-395-25730-2
- Tolkien, J. R. R. (1996).  Tolkien, Christopher, ed. The Peoples of Middle-earth [Os povos da Terra-média]. Boston: Houghton Mifflin. pp. 341–400. ISBN 978-0-395-82760-4
- Tolkien, J. R. R. (2007).  Gilson, Christopher, ed. «Words, Phrases and Passages in Various Tongues in The Lord of the Rings» [Palavras, frases e passagens em vários idiomas em O Senhor dos Anéis]. Parma Eldalamberon. 17